# Joseph Fielding Smith
Joseph Fielding Smith (Far West, 13 novembre 1838 – Salt Lake City, 19 novembre 1918) è stato un missionario statunitense e sesto presidente della Chiesa di Gesù Cristo dei santi degli ultimi giorni (Chiesa LDS).
Fu l'ultimo presidente della Chiesa LDS ad aver conosciuto personalmente il fondatore della fede mormone, Joseph Smith, fratello del padre, Hyrum Smith.

## Biografia
Smith era figlio del patriarca Hyrum Smith e della sua seconda moglie, Mary Fielding, una britannica convertitasi che sposò Hyrum dopo la morte della sua prima moglie, Jerusha Barden Smith. Oltre ai suoi due figli, Mary Fielding Smith allevò i sei figli nati da Hyrum e Jerusha.

### Gioventù
Smith nacque a Far West (Missouri) il 13 novembre 1838. Pochi giorni prima della sua nascita il padre Hyrum fu fatto prigioniero a causa del Missouri Executive Order 44 (chiamato "ordine di sterminio"). In punta di baionetta Hyrum marciò fino a casa a Far West e gli fu ordinato di dire addio alla moglie. Gli fu detto che il suo destino era segnato, e che non l'avrebbe più rivista. Hyrum era ancora in prigione nella Liberty Jail, in Missouri, quando Joseph Fielding nacque. Prese il nome dello zio Joseph Smith e del fratello della mamma Joseph Fielding. La madre e la zia materna, Mercy Fielding Thompson, fuggirono con i figli a Quincy (Illinois) all'inizio del 1839, prima di trasferirsi a Nauvoo quando vi si insediarono buona parte dei membri della loro religione. In seguito Hyrum fu rilasciato durante un trasferimento da Liberty Jail e si riunì alla famiglia a Nauvoo. Joseph F. Smith aveva circa sei anni quando il padre e lo zio furono uccisi a Carthage il 27 giugno 1844.

### Winter Quarters
La famiglia Smith rimase a Nauvoo fino al settembre 1846, quando la madre fuggì dalla città accampandosi tra gli alberi sulla riva occidentale del fiume Mississippi, senza carro o tenda, mentre la città veniva assaltata dalla folla. In seguito la madre vendette la loro proprietà in Illinois in cambio di un carro ed un tiro di buoi. Joseph e la sua famiglia, con molti altri confedeli, fuggì dal Midwest. A sette anni guidò il carro di buoi fino all'accampamento di Winter Quarters, in Nebraska.
Mentre si trovava a Winter Quarters, Smith ed un altro ragazzo, Thomas Burdick, erano un giorno a cavallo lontano dall'insediamento controllando il bestiame al pascolo. Videro un gruppo di venti o trenta indiani nativi percorrere la vallata dall'altra parte della mandria. Burdick corse al campo per chiedere aiuto mentre Smith si pose tra gli indiani ed il bestiame. Smith riuscì a far girare gli animali verso l'accampamento e, grazie anche al rumore ed all'arrivo degli indiani, iniziò una fuga precipitosa che li salvò dalla cattura. Stava ancora correndo a precipizio quando due indiani lo disarcionarono facendolo cadere a terra. Giunse un gruppo di uomini dell'accampamento, riuscendo a far fuggire i nativi ed a recuperare il bestiame, perdendo però il cavallo di Smith.
Smith e la sua famiglia rimasero a Winter Quarters fino alla primavera del 1848 quando Smith guidò il carro della famiglia attraverso le pianure fino allo Utah.

### Utah
Dopo l'arrivo nel Territorio dello Utah nel 1848, la madre di Joseph, Mary Fielding Smith, continuò ad occuparsi anche dei giovani figli di Hyrum e Jerusha. Mary Fielding Smith morì nel 1852, apparentemente a causa della polmonite, lasciando Smith orfano all'età di 13 anni. Smith disse di essere sconvolto dalla morte della madre e chiese il sostegno morale e l'aiuto di Brigham Young e del suo patrigno, Heber Chase Kimball. Anche con l'aiuto del fratellastro maggiore John Smith, Joseph si assunse la responsabilità di badare alla giovane sorella Martha Ann, per cui abbandonò gli studi nel 1854. Il suo abbandono fu dovuto principalmente alla sua opposizione al tentativo da parte di un insegnante di frustare Martha.

### Missioni e servizio militare
All'età di 15 anni Smith fu chiamato per la prima volta a svolgere una missione per conto della Chiesa LDS alle isole Sandwich (chiamate Hawaii dopo l'acquisizione del territorio da parte degli Stati Uniti d'America) sotto la direzione dell'apostolo Parley P. Pratt. Smith fu nominato anziano da George Albert Smith il 24 aprile 1854 e ricevette l'ammissione alla Endowment House lo stesso giorno. Si recò a San Bernardino, dove lavorò per guadagnarsi un passaggio in nave a San Francisco. Nell'area di San Francisco, forse in quella che oggi è Fremont nella fattoria di John Horner, fece di nuovo l'agricoltore cercando di imbarcarsi per le Hawaii.
Smith imparò la lingua hawaiiana ed ebbe successo nella sua missione durata quattro anni. Oltre ad aver collaborato con colleghi statunitensi conobbe anche due hawaiiani, Paake, proprietario di una parte dei beni di Jonathan Napela, e Lalawaia. Passò la prima parte della missione a Maui, prima di girare alcune altre zone dell'isola di Hawaii e tornare alla Chiesa LDS a Molokai.
Nel 1857 Smith fu richiamato nel Territorio dello Utah, soprattutto a causa del conflitto noto come guerra dello Utah. Viaggiò da San Francisco a San Bernardino e poi a nord attraverso l'odierna Las Vegas durante il ritorno. Giunse infine nello Utah nel febbraio 1858. Poco dopo Smith si unì alle milizie del territorio chiamate "legione Nauvoo", e passò mesi pattugliando il confine orientale delle Montagne Rocciose. In seguito prestò servizio nel reggimento del colonnello Heber C. Kimball col grado di capitano. Dopo che calarono le tensioni tra la chiesa ed il governo federale, Smith aiutò i parenti a fare ritorno in Utah settentrionale dalle zone meridionali in cui si erano rifugiati.
Durante la legislatura dello Utah del 1858-1859 Smith fu sergeant-at-arms. Nel 1859 sposò la prima moglie, Levira Smith. Nel marzo 1858 Smith fu ordinato settanta, sommo sacerdote e nell'ottobre 1858 membro dell'alto consiglio della stake di Salt Lake.
Nel 1860, a 22 anni, Smith fu mandato in missione in Gran Bretagna. Assieme al cugino Samuel H. B. Smith guidò un gruppo di muli lungo le pianure fino a Winter Quarters per pagarsi il viaggio. Poco dopo essere giunti in Inghilterra Smith fu nominato presidente della conferenza di Sheffield. Tra i membri cittadini della Chiesa LDS c'era William Fowler. Smith fu presente alla riunione in cui fu suonato la prima volta l'inno di Fowler intitolato "We Thank Thee, O God, for a Prophet". Poco dopo Smith fu nominato al pastorato, un ufficio che sembra essere esistito solo nelle missioni britanniche e solo per poco tempo, e come tale guidò la conferenza di Sheffield ed altre quattro conferenze vicine. Ricoprì l'incarico per tre anni, l'ultima parte sotto il presidente di missione George Quayle Cannon; in questo periodo si trasferì per breve tempo in Danimarca ed in Francia. Smith lasciò l'Inghilterra nel giugno 1863. Dopo una breve sosta a New York per guadagnare i soldi del viaggio riattraversò le pianure, fungendo da cappellano dal Nebraska allo Utah.
Smith rimase a casa per poco tempo prima di essere incaricato di accompagnare Ezra Taft Benson, Lorenzo Snow, William Wallace Cluff ed Alma T. Smith in un'altra missione alle Hawaii per correggere i problemi causati da Walter Murray Gibson. Fu il principale interprete degli apostoli, e dopo la scomunica di Gibson fu messo a capo della missione. Smith tornò a casa nell'inverno del 1864-1865.
Smith fece una notevole esperienza durante questa missione. Il gruppo gettò l'ancora in un piccolo canale per sbarcare tramite una barca da carico. Smith si oppose fortemente dicendo che la barca non era adatta alla violente acque e che si rischiava di capovolgersi. Si offrì di sbarcare e chiedere una nave adatta, ma la richiesta fu rifiutata. Li pregò di non andare, ma decisero di partire lo stesso lasciando Smith sulla barca su sua richiesta, con tutti i loro oggetti di valore. La barca si ribaltò ne giro di 10 o 15 metri e Lorenzo Snow affogò quasi immediatamente nelle acque dell'oceano. Il corpo di Snow fu ripescato sulla riva e rianimato. A causa delle scelte di Smith tutti i loro beni si salvarono.

### Clericalismo e carriera politica
Al ritorno a casa Smith fu assunto dall'ufficio storico della Chiesa LDS per molti anni. Aveva ancora questo incarico quando incontrò la seconda moglie, Julina Lambson, mipote di Bathsheba Wilson Bigler Smith, moglie di dell'apostolo George Albert Smith.
Smith fu anche impiegato dell'Endowment House dalla morte di Brigham Young al suo scioglimento. Essendo in possesso dei documenti dell'Endowment House, il governo federale arrestò Smith con l'accusa di spianare la strada alla poligamia.
Smith fu per sette volte eletto alla Camera dei Rappresentanti dello Utah, tra il 1865 ed il 1870 e tra il 1872 ed il 1874. Fu membro del Consiglio di Salt Lake City per molti anni. Fu anche coinvolto nella fondazione dei parchi Pioneer Park e Liberty Park di Salt Lake City. Nel 1868 e nel 1869 Smith fu membro del consiglio cittadino di Provo. Smith fu membro del consiglio territoriale nel 1880 e nel 1882. Fu presidente della convenzione costituzionale statale nel 1882. Come molte altre costituzioni dello Utah, quella prodotta da loro non fu mai approvata dato che il Congresso si rifiutò di concedere la status di Stato federale allo Utah.

## Matrimonio e famiglia

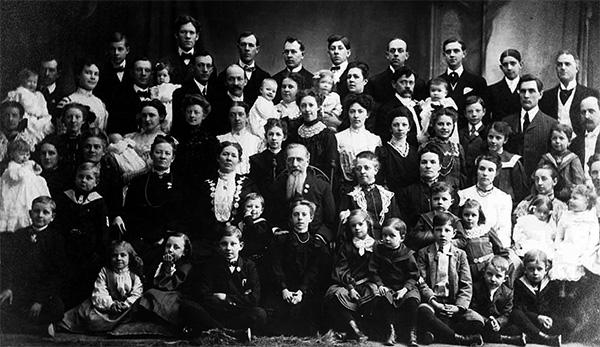
Joseph Smith con le mogli e i figli (1904). Smith è seduto al centro, con le sue quattro mogli allineate ai suoi lati. Da sinistra: Mary Taylor Schwartz (sposata nel 1884, sette figli); Edna Lambson (sposata nel 1871, dieci figli); Julina Lambson (sposata nel 1866, tredici figli, tra cui Joseph Fielding Smith – in alto, al centro); Sarah Ellen Richards (sposata nel 1868, undici figli); Alice Ann Kimball (sposata nel 1883, sette figli). Mancante è Levira Clark, sua prima moglie, da cui divorziò vent'anni prima dello scatto di questa foto.

Il 5 aprile 1859 Smith sposò la cugina sedicenne Levira Annette Clark Smith (29 aprile 1842 Nauvoo (Illinois) - 18 dicembre 1888 Saint Louis (Missouri)), figlia di Samuel Harrison Smith. Quando Joseph F. Smith l'anno successivo partì per la missione in Inghilterra, il suo compagno di viaggio e di permanenza a Sheffield fu il fratello di Levira, Samuel. Joseph e Levira non ebbero figli. Sette anni dopo Brigham Young convinse Smith a prendere una seconda moglie. Levira gli diede il permesso e fu presente al matrimonio tra Joseph F. e Julina Lambson, amica della prima moglie e figlia di Alfred Boaz Lambson e Melissa Jane Bigler. Levira fu insoddisfatta di come fu gestito il matrimonio e divorziò da Smith nel 1868 trasferendosi in California.
Alla fine Smith adottò cinque bambini e fu padre di 43 bambini. Tredici dei suoi figli morirono prima di lui: Mercy, Leonora, Sarah Ellen, Heber, Rhoda, Alice, Hyrum, Alfred, Albert, Robert, Zina, Ruth e John. Anche il figlio adottivo Edward morì prima di lui.
- Julina Lambson (18 luglio 1849 - 10 gennaio 1936). Spostata il 6 maggio 1866. Julina era infermiera e ostetrica.[11]
  - Edward Arthur Smith (adottato) (1º novembre 1858 Brampton, Inghilterra - 17 luglio 1911 Raymond, Canada)
  - Mercy Josephine Smith (14 agosto 1867 - 6 giugno 1870)
  - Mary Sophronia Smith (7 ottobre 1869 - 5 gennaio 1948)
  - Donette Smith (17 settembre 1872 - 15 settembre 1961)
  - Joseph Fielding Smith, Jr. (19 luglio 1876 - 2 luglio 1972)
  - David Asael Smith (24 maggio 1879 - 6 aprile 1952)
  - George Carlos Smith (14 ottobre 1881 - 23 febbraio 1931)
  - Julina Clarissa Smith (10 febbraio 1884 - 1º agosto 1923)
  - Elias Wesley Smith (21 aprile 1886 Laie (Hawaii) - 28 dicembre 1970)
  - Emily Jane Smith (11 settembre 1888 - 12 dicembre 1982)
  - Rachael Smith (11 dicembre 1890 - 14 dicembre 1986)
  - Edith Eleanor Smith (3 gennaio 1894 - 21 maggio 1987)
  - Marjorie Virginia Smith (adottato) 7 dicembre 1906 - 17 novembre 1994)
- Sarah Ellen Richards (24 agosto 1850 - 22 marzo 1915). Sposata il 1º marzo 1868. Sarah era la figlia di Willard Richards e della moglie Sarah Longstroth.[12]
  - Sarah Ellen Smith (5 febbraio 1869 - 11 febbraio 1869)
  - Leonora Smith (30 gennaio 1871 - 23 dicembre 1907)
  - Joseph Richards Smith (22 febbraio 1873 - 2 ottobre 1954)
  - Heber John Smith (3 luglio 1876 - 3 marzo 1877)
  - Rhoda Ann Smith (20 luglio 1878 - 6 luglio 1879)
  - Minerva Smith (30 aprile 1880 - 24 gennaio 1958)
  - Alice Smith (27 luglio 1882 - 29 aprile 1901)
  - Willard Richards Smith (20 novembre 1884 - 11 settembre 1972)
  - Franklin Richards Smith (12 maggio 1888 - 25 dicembre 1967)
  - Jeanetta Smith (25 agosto 1891 - 27 gennaio 1932)
  - Asenath Smith (28 dicembre 1896 - 3 agosto 1982)
- Edna Lambson (3 marzo 1851 - 28 febbraio 1926). Spostata il 5 maggio 1871. Sorella di Julina Lambson, una delle altre mogli di Smith.
  - Hyrum Mack Smith (21 marzo 1872 - 23 gennaio 1918)
  - Alvin Fielding Smith (19 luglio 1874 - 4 gennaio 1948)
  - Alfred Jason Smith (13 dicembre 1876 - 6 aprile 1878)
  - Edna Melissa Smith (6 ottobre 1879 - 26 ottobre 1958)
  - Albert Jesse Smith (16 settembre 1881 - 25 agosto 1883)
  - Robert Smith (12 novembre 1883 - 4 febbraio 1886)
  - Emma Smith (21 agosto 1888 - 28 dicembre 1969)
  - Zina Smith (11 ottobre 1890 - 25 ottobre 1915)
  - Ruth Smith (21 dicembre 1893 - 17 marzo 1898)
  - Martha Smith (12 maggio 1897 - 7 agosto 1977)
- Alice Ann Kimball (6 settembre 1858 - 19 dicembre 1946). Spostata il 6 dicembre 1883. Alice era la figlia di Heber Chase Kimball e la gemella di Andrew Kimball, padre di Spencer Woolley Kimball.
  - Charles Coulson Smith (adottato) (19 novembre 1881 - 20 aprile 1933)
  - Heber Chase Smith (adottato) (19 novembre 1881 - 29 dicembre 1971)
  - Alice May Smith (adottato) (11 ottobre 1877 - 20 ottobre 1920)
  - Lucy Mack Smith (14 aprile 1890 - 24 novembre 1933)
  - Andrew Kimball Smith (6 gennaio 1893 - 23 agosto 1951)
  - Jesse Kimball Smith (21 maggio 1896 - 9 giugno 1953)
  - Fielding Kimball Smith (9 aprile 1900 - 20 ottobre 1974)
- Mary Taylor Schwartz (30 aprile 1865 - 5 dicembre 1956). Sposata il 13 gennaio 1884. Mary era figlia di Agnes Taylor e nipote del presidente della chiesa John Taylor.
  - John Schwartz Smith (20 agosto 1886 - 3 agosto 1889)
  - Calvin Schwartz Smith (29 maggio 1890 - 15 giugno 1966)
  - Samuel Schwartz Smith (26 ottobre 1892 Franklin (Idaho) - 10 maggio 1983)
  - James Schwartz Smith (13 novembre 1894 Franklin (Idaho) - 6 novembre 1950)
  - Agnes Smith (3 novembre 1897 - 9 marzo 1966)
  - Silas Schwartz Smith (3 gennaio 1900 - 23 aprile 1986)
  - Royal Grant Smith (21 maggio 1906 - 30 maggio 1971)

Una delle nipoti di Smith, Amelia Smith, sposò Bruce Redd McConkie che in seguito divenne membro del Quorum dei dodici apostoli.

## Servizio religioso

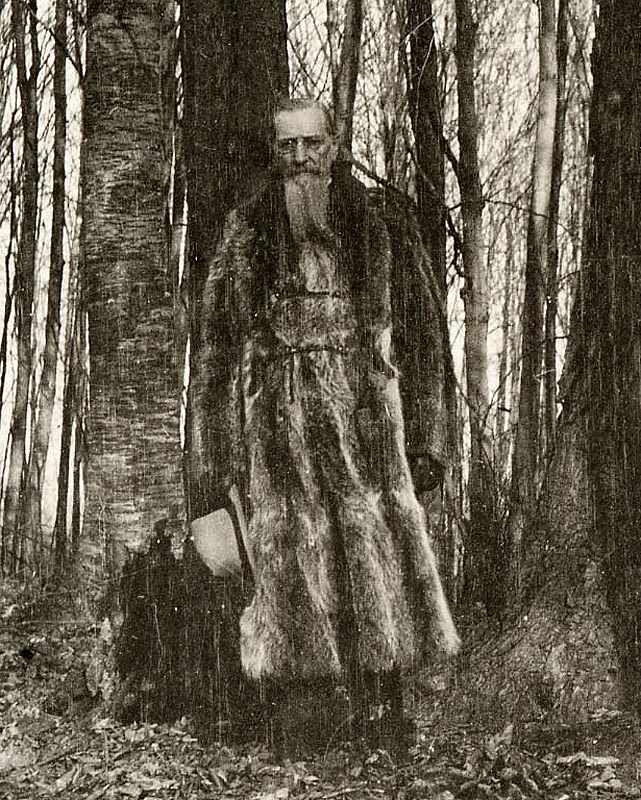
Joseph F. Smith nel bosco sacro, circa 1905

Dopo la prima missione di Smith alle Hawaii all'età di quindici anni, fece parte dell'Alto consiglio dello stake di Salt Lake nel 1859, e nel 1864 iniziò a lavorare nell'ufficio storico per la Endowment House, il Quorum dei dodici apostoli e la Prima Presidenza. Quando fu nominato nel Quorum dei dodici nel 1866 aveva 27 anni, e partecipò a tre diverse missioni: Hawaii nel 1854-1857, Gran Bretagna nel 1860-1863, Hawaii nel 1864.
Il 1º luglio 1866 Smith fu nominato apostolo da Brigham Young e divenne consigliere della Prima Presidenza in cui rimase fino alla morte di Young. divenne membro del Quorum dei dodici solo alla conferenza dell'ottobre 1867. Il 28 febbraio 1874 partì per la seconda missione in Inghilterra, diventando presidente della missione europea dal 1874 al 1875, e facendo ritorno solo alla morte del membro della Prima Presidenza George Albert Smith. Fu chiamato a presiedere lo stake di Davis finché non partì di nuovo nella primavera del 1877 per la terza missione in Inghilterra. Quando seppe della morte di Young, Smith fu liberato e tornò in patria. L'anno seguente partecipò ad una missione negli stati orientali con Orson Pratt, col quale visitò Missouri, Ohio, New York e Illinois. In questo viaggio incontrò ed intervistò David Whitmer.
Nell'ottobre 1880, tre anni dopo la morte di Young, Smith fu nominato secondo consigliere della Prima Presidenza del presidente John Taylor, restando in carica dal 1880 al 1887. In seguito divenne secondo consigliere di Wilford Woodruff (1889-1898), e secondo consigliere di Lorenzo Snow (1898-1901). Smith divenne primo consigliere di Snow alla morte del suo predecessore George Quayle Cannon, ma, dato che Snow morì soli quattro giorni dopo, Smith non ricoprì mai l'incarico. Succedette a Snow come presidente del tempio di Salt Lake fino al 1911, quando al suo posto fu nominato Anthon Henrik Lund.
Smith fu anche editore dal Improvement Era e del Juvenile Instructor, e sovrintendente generale della Sunday School e della Young Men's Mutual Improvement Association.
Smith credeva che fosse importante per lo Utah diventare uno Stato, per cui annullò la supervisione federale in corso del territorio dello Utah. Dopo la cessazione ufficiale del matrimonio poligamo da parte di Wilford Woodruff nel 1890 e lo scioglimento del partito popolare nel 1891, Smith sostenne il partito repubblicano anti-poligamia nello Utah.

## Presidente della Chiesa LDS
Smith fu scelto dai dodici apostoli e nominato presidente della Chiesa il 17 ottobre 1901. Questa scelta fu ratificata da una conferenza speciale e da un'assemblea solenne il 10 novembre 1901. Scelse John Rex Winder del Regno Unito e Anthon Henrik Lund della Danimarca come consiglieri. Dopo la morte di Winder, Lund divenne il primo consigliere ed il cugino di secondo grado di Smith, John Henry Smith, il secondo.
Joseph F. Smith diede più importanza al patriarca della Chiesa di quanto fosse stato mai fatto dopo Joseph Smith. Il patriarca della Chiesa, John Smith, era il suo fratellastro maggiore.
Joseph F. Smith fu il primo presidente a viaggiare fuori dall'America settentrionale durante la carica. Nel 1906 intraprese un viaggio in Europa.
Uno dei primi problemi che affrontò fu la difficoltà incontrata dalla Chiesa per colpa della poligamia. Smith sostenne la candidatura dell'apostolo Reed Smoot al senato federale, ma la sua elezione fu contestata per il fatto di avere cariche nella Chiesa. La candidatura di Smoot ripropose all'attenzione nazionale i matrimoni mormoni e la loro influenza politica. Ulteriore attenzione a Smith fu data a causa della sua opposizione all'elezione ed alla rielezione del senatore veterano dello Utah, il non mormone Thomas Kearns. Dopo essere apparso davantio al senato nel 1904, Smith si impegnò per evitare altri matrimoni poligami nella Chiesa. Il 6 aprile 1904 Smith emanò il "Secondo manifesto". Dichiarò che ogni ufficiale della Chiesa che avesse celebrato un matrimonio poligamo, così come la coppia in questione, sarebbero stati scomunicati. Chiarì il fatto che la regola si applicava in tutto il mondo, e non solo in America settentrionale. Due membri del Quorum dei dodici, John Whittaker Taylor e Matthias Foss Cowley, diedero le dimissioni nel 1905 dopo l'uscita del secondo manifesto. Smith continuò a vivere con le sue molte mogli anche dopo i manifesti del 1890 e del 1904. Nel 1906 Smith fu portato davanti ad un tribunale con l'accusa di coabitazione illegale con quattro donne oltre alla moglie legale. Si dichiarò colpevole e pagò 300 dollari, la pena massima prevista dalla legge.
I diciassette anni di amministrazione di Smith furono rivolti alla riappacificazione con il governo federale ed alla sistemazione dei problemi finanziari della Chiesa. L'amministrazione acquisì siti storici, costruì molte case di incontri ed espanse il sistema educativo con scuole ed università.
Smith morì di polmonite a Salt Lake City il 19 novembre 1918, ed il suo posto fu preso da Heber Jeddy Grant. A causa dell'influenza pandemica del 1918-1920 non si tenne un funerale pubblico. Smith fu interrato nel cimitero di Salt Lake City il 22 novembre 1918.
Smith viene spesso ricordato come presidente della Chiesa per la costruzione e la dedica del memoriale della nascita di Joseph Smith nei pressi di South Royalton (Vermont) il 23 dicembre 1905 e per il monumento Seagull nella piazza del Tempio di Salt Lake City il 1º ottobre 1913. Nel 1913 lo scautismodivenne l'attività giovanile ufficiale dei giovani mormoni. Durante gran parte del suo mandato presidenziale, Smith curò la progettazione e la costruzione del tempio di Laie Hawaii a Lā'ie (Hawaii), una delle sue residenze. Smith morì un anno prima che il tempio delle Hawaii fosse inaugurato. Smith lasciò molti scritti religiosi.

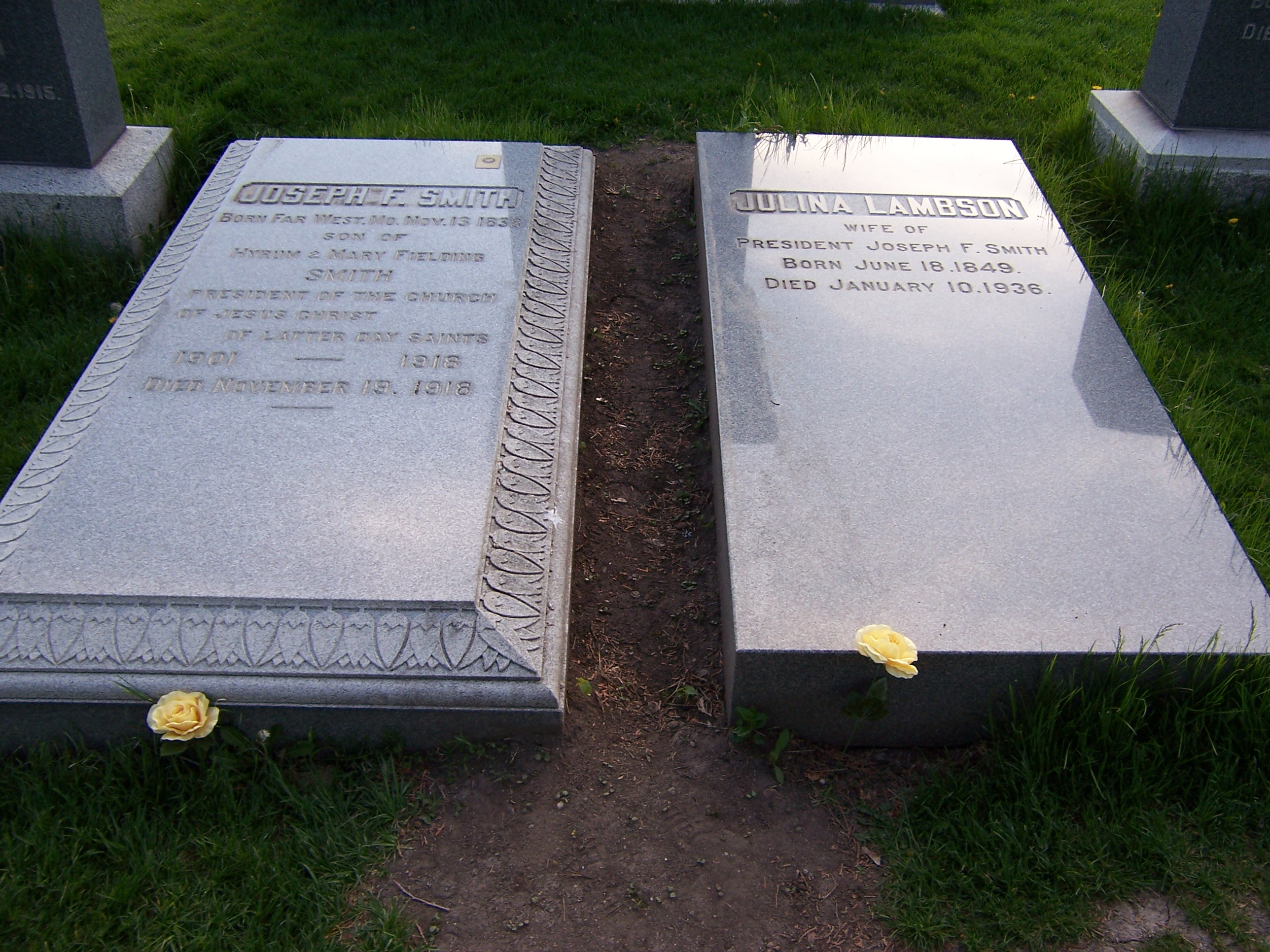
Lapidi di Joseph F. Smith e di Julina Lambson Smith, una delle sue mogli

## Opere
- Smith, Joseph F., From Prophet to Sons: Advice from Joseph F. Smith to His Missionary Sons, a cura di Hyrum M. Smith III e Scott G. Kenney., Deseret Book Company, 1981.
- Smith, Joseph F., Gospel Doctrine: Selections from the Sermons and Writings of Joseph F. Smith, Deseret News Press, 1919.
- Smith, Joseph F., Teachings of Presidents of the Church: Joseph F. Smith, The Church of Jesus Christ of Latter-day Saints, 1998.. LDS Church pubblicazione numero 35744.